# Hymenogloea
Hymenogloea — рід грибів родини маразмієві (Marasmiaceae). Назва вперше опублікована 1900 року.